# 渡辺馨
渡辺 馨（わたなべ かおる、1936年4月24日 - ）は、日本のソプラノ歌手。

## 経歴
1959年、東京芸術大学音楽学部を卒業後、イタリアの聖チェチーリア音楽院研究科に留学しピア・タッシナーリ、アルファーニ・テッリーニに師事。
1969年、藤原歌劇団の「ラ・ボエーム」のミミ役でオペラ・デビューを果たす。その後も「蝶々夫人」、「アイーダ」等のオペラに出演した。
1975年、スペインの国際講習会ムシカ・デ・コンポラスに参加し、スペインの作曲家モンプーに認められる。
1977年、初めて日本のオペラに取り組み、大栗裕の「赤い陣羽織」の奥方役で出演。1983年、日本大学芸術学部教授、2009年、同大学名誉教授に就任。
2015年11月瑞宝中綬章受章。

## ディスコグラフィ
| スペインの歌曲と民謡                     | 1989年06月25日 | アダム・エース |
| カンターレス〜イタリア・スペインを歌う   | 1993年12月     | アダム・エース |
| 「渡辺馨のベスト」イタリア篇、スペイン篇 | 2000年11月20日 | アダム・エース |

## 所属団体
- 日本スペイン協会[3]
- 日本オペラ振興会[3]
- 藤原歌劇団[3][4]